# Baumschwammverwandte
Die Baumschwammverwandten (Fomitopsidaceae) sind eine Familie von Pilzen in der Ordnung der Stielporlingsartigen (Polyporales). Die resupinaten, konsolen-, fächer- oder zungenförmigen Porlinge leben saprobiontisch oder parasitisch auf Laub- oder Nadelholz und rufen meist eine Braunfäule hervor. Einige Arten sind beachtenswerte Holzzerstörer, die meist liegendes, aber teilweise auch verbautes Holz angreifen können.

## Merkmale
Die einjährigen oder ausdauernden Fruchtkörper sind resupinat, oft mit zurückgebogenem Rand oder konsolen- oder fächerförmig. Das Fleisch ist meist hölzern, ledrig oder korkig und die Oberfläche glatt oder runzelig oder krustig. Das Hyphensystem kann dimitisch oder trimitisch ausgebildet sein. Die Skeletthyphen sind meist gut entwickelt. Das Hymenium ist poroid, die Oberfläche ist gewöhnlich blass oder bräunlich gefärbt, die Poren können manchmal labyrinthartig oder fast lamellenartig ausgeprägt sein. Die hyalinen, glatten, dünnwandigen Basidiosporen sind ellipsoid bis zylindrisch oder allantoid und inamyloid.

## Verbreitung und Ökologie
Die Familie ist weit verbreitet, besonders in der nördlich gemäßigten Zone. Die Porlinge leben teils als Saprobionten auf holzigem Substrat, teils als Wundparasiten auf noch lebenden Laub- und Nadelbäumen und erzeugen eine Braunfäule. Einige Arten können auch verbautes Holz abbauen.

## Gattungen
Die Familie enthält fast 400 beschriebene Arten und wird in 33 Gattungen unterteilt. Einige der artenreicheren oder bekannteren Gattungen werden in der folgenden Tabelle aufgeführt:
| Bedeutende und bekanntere Gattungen der Baumschwammverwandten |                                                       | |
| \| Foto \| Artname \| Beschreibung \| \| ---- \| ----------------------------------------------------- \| ----------------------------------------------------------------------------------------------------------------------------------------------------------------------------------------------------------------------------------------------------------------------------------------------------------------------------------------------------------------------------------------------------------------------------------------------------------------------------------------------------------------------------------------------------------------------------------------------- \| \| \| Amylozystidenporlinge Amylocystis Bondartsev & Singer \| Die Gattung hat weltweit zwei Arten. Die fest mit dem Substrat verwachsenen Fruchtkörper sind konsolenförmig oder resupinat mit zurückgebogenem Rand. Der Hut ist filzig und ledergelb bis braun oder schwärzlich und hat meist einen weißlichen Rand. Das Fleisch (Trama) ist ziemlich weich und verfärbt sich rötlich. Die Amylozystidenporlinge haben dickwandige Zystiden, die an ihrer Spitze Kristalle tragen. Die Sporen sind zylindrisch bis spindelförmig. Die Pilze leben saprob auf Nadelholz und verursachen eine Braunfäule. Foto: Nördlicher Saftporling (Amylocystis lapponicus) \| \| \| Braunfäuletrameten Antrodia P. Karst. \| Die Gattung hat weltweit 61 Arten. Die Braunfäulepilze haben zähe, meist hell gefärbte, konsolenförmige oder resupinate Fruchtkörper. Das Hyphensystem der Porlinge ist dimitisch oder trimitisch und die Sporen sind ellipsoid bis zylindrisch oder allantoid (würstchenförmig). Die Pilze leben saprob auf Holz.[2] Foto: Reihige Braunfäuletramete (Antrodia serialis) \| \| \| Goldporlinge Auriporia Ryvarden \| Die Gattung hat weltweit 7 Arten. Die weichfleischigen, resupinaten Porlinge sind gelb bis orange gefärbt und haben einen Mandelgeruch. Die Pilze haben dickwandige, spindelförmige Zystiden und ellipsoide Sporen. Die auf Holz wachsenden Saprobionten erzeugen eine Braunfäule.[3] Foto: Duftender Goldporling (Auriporia aurulenta) \| \| \| Duplexporlinge Climacocystis Kotl. & Pouzar \| Weltweit mit nur einer Art. Die blass lederfarbenen, weichfleischigen Fruchtkörper sind muschel-, huf- oder zungenförmig. Die Porlinge haben einen filzigen Hut und kommen vor allem auf Nadelholz vor. Die Weißfäulepilze haben ein monomitisches Hyphensystem, dickwandige Zystiden und ihre Hyphen tragen Schnallen.[4] Foto: Nordischer Porling (Climacocystis borealis) \| \| \| Höckerrindenpilze Dacryobolus Fr. \| Die Gattung hat weltweit 5 Arten. Die Fruchtkörper sind resupinat und fest am Substrat angewachsen und werden bis zu 2 mm dick. Die recht robusten corticioiden Pilze haben Hymenialzystiden und Tramazystiden, sowie inamyloide, schmale, allantoide Sporen.[5] Foto: Karstens Stachelrindenpilz (Dacryobolus karstenii) \| \| \| Wirrlinge Daedalea Pers. \| Die Gattung hat weltweit 39 Arten. Die Fruchtkörper sind sehr zäh und meist konsolen- bis hufförmig. Die Porlinge haben ein labyrinthoides bis lamellenförmiges Hymenophor mit sehr dicken „Lamellen“. Die mehrjährigen Pilze sind fest am Substrat angewachsen. Der Hut ist glatt, uneben oder filzig und ledergelb bis braun gefärbt. Die saproben Braunfäulepilze wachsen meist auf Laubholz, vor allem auf Eichen.[6] Foto: Eichenwirrling (Daedalea quercina) \| \| \| Hausporlinge Donkioporia Kotl. & Pouzar \| Weltweit nur zwei Arten. Die resupinaten, mehrjährigen und bis zu 2 cm dicken Fruchtkörper sind fest am Substrat angewachsen. Das Hymenophor besteht aus kleinen, runden oder eckigen, dunkelbraunen Poren. Der Porling ist ein Weißfäulepilz mit ellipsoiden Sporen und schnallentragenden Hyphen. Der Pilz ist ein bedeutender Schädling an verbautem Laub- und Nadelholz.[7] \| \| \| Baumschwämme Fomitopsis P. Karst. \| Die Gattung hat weltweit 42 Arten. Die mehrjährigen Fruchtkörper sind meist konsolenförmig oder resupinat mit zurückgebogenem Rand. Die zähen Braunfäulepilze sind fest am Substrat angewachsen. Die Porlinge sind di- oder trimitisch und haben einen einfarbigen oder hell gezonten Hut, kleine, gelbliche, creme- oder rosafarbene Poren und blasses Fleisch.[8] Foto: Rotrandiger Baumschwamm (Fomitopsis pinicola) \| \| \| Harzporlinge Ischnoderma P. Karst. \| Die Gattung hat weltweit 9 Arten. Die einjährigen Fruchtkörper haben einen zurückgebogenen Rand oder sind konsolen- oder zungenförmig und bisweilen gestielt. Die düsteren Hüte sind relativ fleischig und haben ein braun verfärbendes Fleisch. Die Porling sind Weißfäulepilze mit schmalen Poren und einer filzigen Hutoberfläche. Unter dem Mikroskop findet man einfache Zystiden und zylindrische bis allantoide, glattwandige Sporen.[9] Foto: Schwarzgebänderter Harzporling (Ischnoderma benzoinum) \| \| \| Schwefelporlinge Laetiporus Murrill \| Weltweit gibt es 13 Arten. Die Pilze bilden dachziegelig-verwachsene, fächerförmige Hüte von orangegelber Farbe. Die Fruchtkörper sind einjährig, weich- und ziemlich dickfleischig und haben eine fein filzige Oberfläche. Die Porlinge wachsen an verschiedenen, noch lebenden Laubbäumen und erzeugen eine Braunfäule, nur selten findet man sie auf bereits abgestorbenen Bäumen.[10] Foto: Schwefelporling (Laetiporus sulphureus) \| \| \| Knochenporlinge Osteina Donk \| Weltweit nur eine Art. Die Fruchtkörper sind in der Regel gestielt. Oft gehen mehrere, zungenförmige Hüte von einem gemeinsamen, fest mit dem Substrat verbundenen Stiel aus. Die einjährigen Hüte sind konvex, abgeflacht oder trichterförmig. Die Oberfläche ist glatt und mehr oder weniger grau gefärbt, die Unterseite ist weißlich. Die Braunfäulepilze haben zylindrische Sporen.[11] Foto: Knochen-Saftporling (Osteina obducta) \| \| \| Gelwachsporlinge Parmastomyces Kotl. & Pouzar \| Die Gattung hat weltweit 7 Arten. Die Braunfäulepilze haben einen resupinaten, mehr oder weniger filzigen Fruchtkörper mit teilweise zurückgebogenem Rand. Die Fruchtkörper lassen sich leicht vom Substrat ablösen. Die Hyphen tragen Schnallen und Zystiden kommen nicht vor. Die ellipsoiden Sporen reagieren mit Jodreagenzien dextrinoid.[12] \| \| \| Braunporlinge Phaeolus (Pat.) Pat. \| Weltweit gibt es 6 Arten. Die relativ großen, filzigen, einjährigen Fruchtkörper sind unregelmäßig kreisel- bis teller- oder konsolenförmig und mehr oder weniger deutlich gestielt. Sie sind fest mit dem Substrat verbunden. Die Braunfäulepilze wachsen in die Wurzeln von Nadelbäumen ein. Selten findet man sie auch auf Laubholz. Frische Exemplare haben einen schwefelgelben Rand. Die Sporen sind ellipsoid.[13] Foto: Nadelholz-Braunporling (Phaeolus spadiceus) \| \| \| Pilatoporus Kotl. & Pouzar \| Weltweit 3 Arten. \| \| \| Hautporlinge Piptoporus P. Karst. \| Weltweit hat die Gattung 4 Arten. Die einjährigen Fruchtkörper sind konsolen- oder zungenförmig und kurz gestielt oder sitzend. Nur selten werden viele Hüte aus einem gemeinsamen Stiel gebildet. Die Fruchtkörper sind fest mit dem Substrat verbunden. Die ziemlich zähen, weiß- und dickfleischigen Braunfäulepilze haben kleine Poren und allantoide Sporen. In Mitteleuropa wachsen die Porlinge meist auf Birken.[14] Foto: Birkenporling (Piptoporus betulinus) \| \| \| Weichporenschwämme Pycnoporellus Murrill \| Weltweit sind zwei Arten beschrieben. Die mehr oder weniger orangerot bis orangebraunen, konsolenförmigen oder resupinaten Porlinge haben aufsplitternde Poren. Die Fruchtkörper sind fest mit dem Substrat verbunden. Der Hut ist radial feinfaserig bis filzig. Die Braunfäulepilze haben inamyloide, dickwandige Sporen und mehr oder weniger keulige Zystiden.[15] Foto: Leuchtender Weichporling (Pycnoporellus fulgens) \| \| \| Saftporlinge Postia Fr. \| Weltweit hat die Gattung 51 beschriebene Arten. Die weichfleischigen Braunfäulepilze haben ein monomitisches Hyphensystem. Die Fruchtkörper sind konsolenförmig oder resupinat und mehr oder weniger weißlich oder lebhaft gefärbt. Die Sporen sind inamyloid. Außerdem kommen bei einigen Arten unterschiedlich gestaltete Zystidentypen vor.[16] Foto: Blauender Saftporling (Postia caesia) \| \| \| Sporotrichum Link \| Arten 75 \| |                                                       | |
| Foto | Artname                                               | Beschreibung |
| | Amylozystidenporlinge Amylocystis Bondartsev & Singer | Die Gattung hat weltweit zwei Arten. Die fest mit dem Substrat verwachsenen Fruchtkörper sind konsolenförmig oder resupinat mit zurückgebogenem Rand. Der Hut ist filzig und ledergelb bis braun oder schwärzlich und hat meist einen weißlichen Rand. Das Fleisch (Trama) ist ziemlich weich und verfärbt sich rötlich. Die Amylozystidenporlinge haben dickwandige Zystiden, die an ihrer Spitze Kristalle tragen. Die Sporen sind zylindrisch bis spindelförmig. Die Pilze leben saprob auf Nadelholz und verursachen eine Braunfäule. Foto: Nördlicher Saftporling (Amylocystis lapponicus) |
| | Braunfäuletrameten Antrodia P. Karst.                 | Die Gattung hat weltweit 61 Arten. Die Braunfäulepilze haben zähe, meist hell gefärbte, konsolenförmige oder resupinate Fruchtkörper. Das Hyphensystem der Porlinge ist dimitisch oder trimitisch und die Sporen sind ellipsoid bis zylindrisch oder allantoid (würstchenförmig). Die Pilze leben saprob auf Holz. Foto: Reihige Braunfäuletramete (Antrodia serialis) |
| | Goldporlinge Auriporia Ryvarden                       | Die Gattung hat weltweit 7 Arten. Die weichfleischigen, resupinaten Porlinge sind gelb bis orange gefärbt und haben einen Mandelgeruch. Die Pilze haben dickwandige, spindelförmige Zystiden und ellipsoide Sporen. Die auf Holz wachsenden Saprobionten erzeugen eine Braunfäule. Foto: Duftender Goldporling (Auriporia aurulenta) |
| | Duplexporlinge Climacocystis Kotl. & Pouzar           | Weltweit mit nur einer Art. Die blass lederfarbenen, weichfleischigen Fruchtkörper sind muschel-, huf- oder zungenförmig. Die Porlinge haben einen filzigen Hut und kommen vor allem auf Nadelholz vor. Die Weißfäulepilze haben ein monomitisches Hyphensystem, dickwandige Zystiden und ihre Hyphen tragen Schnallen. Foto: Nordischer Porling (Climacocystis borealis) |
| | Höckerrindenpilze Dacryobolus Fr.                     | Die Gattung hat weltweit 5 Arten. Die Fruchtkörper sind resupinat und fest am Substrat angewachsen und werden bis zu 2 mm dick. Die recht robusten corticioiden Pilze haben Hymenialzystiden und Tramazystiden, sowie inamyloide, schmale, allantoide Sporen. Foto: Karstens Stachelrindenpilz (Dacryobolus karstenii) |
| | Wirrlinge Daedalea Pers.                              | Die Gattung hat weltweit 39 Arten. Die Fruchtkörper sind sehr zäh und meist konsolen- bis hufförmig. Die Porlinge haben ein labyrinthoides bis lamellenförmiges Hymenophor mit sehr dicken „Lamellen“. Die mehrjährigen Pilze sind fest am Substrat angewachsen. Der Hut ist glatt, uneben oder filzig und ledergelb bis braun gefärbt. Die saproben Braunfäulepilze wachsen meist auf Laubholz, vor allem auf Eichen. Foto: Eichenwirrling (Daedalea quercina) |
| | Hausporlinge Donkioporia Kotl. & Pouzar               | Weltweit nur zwei Arten. Die resupinaten, mehrjährigen und bis zu 2 cm dicken Fruchtkörper sind fest am Substrat angewachsen. Das Hymenophor besteht aus kleinen, runden oder eckigen, dunkelbraunen Poren. Der Porling ist ein Weißfäulepilz mit ellipsoiden Sporen und schnallentragenden Hyphen. Der Pilz ist ein bedeutender Schädling an verbautem Laub- und Nadelholz. |
| | Baumschwämme Fomitopsis P. Karst.                     | Die Gattung hat weltweit 42 Arten. Die mehrjährigen Fruchtkörper sind meist konsolenförmig oder resupinat mit zurückgebogenem Rand. Die zähen Braunfäulepilze sind fest am Substrat angewachsen. Die Porlinge sind di- oder trimitisch und haben einen einfarbigen oder hell gezonten Hut, kleine, gelbliche, creme- oder rosafarbene Poren und blasses Fleisch. Foto: Rotrandiger Baumschwamm (Fomitopsis pinicola) |
| | Harzporlinge Ischnoderma P. Karst.                    | Die Gattung hat weltweit 9 Arten. Die einjährigen Fruchtkörper haben einen zurückgebogenen Rand oder sind konsolen- oder zungenförmig und bisweilen gestielt. Die düsteren Hüte sind relativ fleischig und haben ein braun verfärbendes Fleisch. Die Porling sind Weißfäulepilze mit schmalen Poren und einer filzigen Hutoberfläche. Unter dem Mikroskop findet man einfache Zystiden und zylindrische bis allantoide, glattwandige Sporen. Foto: Schwarzgebänderter Harzporling (Ischnoderma benzoinum)                                                                                       |
| | Schwefelporlinge Laetiporus Murrill                   | Weltweit gibt es 13 Arten. Die Pilze bilden dachziegelig-verwachsene, fächerförmige Hüte von orangegelber Farbe. Die Fruchtkörper sind einjährig, weich- und ziemlich dickfleischig und haben eine fein filzige Oberfläche. Die Porlinge wachsen an verschiedenen, noch lebenden Laubbäumen und erzeugen eine Braunfäule, nur selten findet man sie auf bereits abgestorbenen Bäumen. Foto: Schwefelporling (Laetiporus sulphureus) |
| | Knochenporlinge Osteina Donk                          | Weltweit nur eine Art. Die Fruchtkörper sind in der Regel gestielt. Oft gehen mehrere, zungenförmige Hüte von einem gemeinsamen, fest mit dem Substrat verbundenen Stiel aus. Die einjährigen Hüte sind konvex, abgeflacht oder trichterförmig. Die Oberfläche ist glatt und mehr oder weniger grau gefärbt, die Unterseite ist weißlich. Die Braunfäulepilze haben zylindrische Sporen. Foto: Knochen-Saftporling (Osteina obducta) |
| | Gelwachsporlinge Parmastomyces Kotl. & Pouzar         | Die Gattung hat weltweit 7 Arten. Die Braunfäulepilze haben einen resupinaten, mehr oder weniger filzigen Fruchtkörper mit teilweise zurückgebogenem Rand. Die Fruchtkörper lassen sich leicht vom Substrat ablösen. Die Hyphen tragen Schnallen und Zystiden kommen nicht vor. Die ellipsoiden Sporen reagieren mit Jodreagenzien dextrinoid. |
| | Braunporlinge Phaeolus (Pat.) Pat.                    | Weltweit gibt es 6 Arten. Die relativ großen, filzigen, einjährigen Fruchtkörper sind unregelmäßig kreisel- bis teller- oder konsolenförmig und mehr oder weniger deutlich gestielt. Sie sind fest mit dem Substrat verbunden. Die Braunfäulepilze wachsen in die Wurzeln von Nadelbäumen ein. Selten findet man sie auch auf Laubholz. Frische Exemplare haben einen schwefelgelben Rand. Die Sporen sind ellipsoid. Foto: Nadelholz-Braunporling (Phaeolus spadiceus) |
| | Pilatoporus Kotl. & Pouzar                            | Weltweit 3 Arten. |
| | Hautporlinge Piptoporus P. Karst.                     | Weltweit hat die Gattung 4 Arten. Die einjährigen Fruchtkörper sind konsolen- oder zungenförmig und kurz gestielt oder sitzend. Nur selten werden viele Hüte aus einem gemeinsamen Stiel gebildet. Die Fruchtkörper sind fest mit dem Substrat verbunden. Die ziemlich zähen, weiß- und dickfleischigen Braunfäulepilze haben kleine Poren und allantoide Sporen. In Mitteleuropa wachsen die Porlinge meist auf Birken. Foto: Birkenporling (Piptoporus betulinus) |
| | Weichporenschwämme Pycnoporellus Murrill              | Weltweit sind zwei Arten beschrieben. Die mehr oder weniger orangerot bis orangebraunen, konsolenförmigen oder resupinaten Porlinge haben aufsplitternde Poren. Die Fruchtkörper sind fest mit dem Substrat verbunden. Der Hut ist radial feinfaserig bis filzig. Die Braunfäulepilze haben inamyloide, dickwandige Sporen und mehr oder weniger keulige Zystiden. Foto: Leuchtender Weichporling (Pycnoporellus fulgens) |
| | Saftporlinge Postia Fr.                               | Weltweit hat die Gattung 51 beschriebene Arten. Die weichfleischigen Braunfäulepilze haben ein monomitisches Hyphensystem. Die Fruchtkörper sind konsolenförmig oder resupinat und mehr oder weniger weißlich oder lebhaft gefärbt. Die Sporen sind inamyloid. Außerdem kommen bei einigen Arten unterschiedlich gestaltete Zystidentypen vor. Foto: Blauender Saftporling (Postia caesia) |
| | Sporotrichum Link                                     | Arten 75 |

## Bedeutung
Einige Arten der Familie sind Wundparasiten, andere greifen das Holz wichtiger Nutzbäume an und einige Arten befallen bereits verbautes Holz.
- Der Eichen-Wirrling (Daedalea quercina) kann eine Wundfäule an verschiedenen Laubbäumen, besonders an Eichen hervorrufen. Meist lebt er aber saprobiontisch auf Eichenstümpfen.
- Der Birkenporling (Fomitopsis betulina) ist ein Parasit an Birken[17]. Er wurde früher als Heil- und Zunderpilz genutzt.
- Die Reihige Braunfäuletramete (Neoantrodia serialis) greift vor allem liegendes Nadelholz (meist Fichten) an und verursacht so einigen wirtschaftlichen Schaden.
- Der Rotrandige Baumschwamm (Fomitopsis pinicola) ist ein sehr häufiger Holzzerstörer an Laub- und Nadelholz. Er verursacht eine intensive Braunfäule und befällt meist liegendes Holz, kann aber auch als Wundparasit geschwächte, stehende Stämme angreifen. Örtlich tritt er als Folgeschädling der Buchen-Rindennekrose auf und kann gemeinsam mit dem Zunderschwamm (Fomes fomentarius) in kurzer Zeit eine totale Holzzerstörung bewirken.
- Der Ausgebreitete Hausporling (Donkioporia expansa) ist ein bedeutender Schädling an verbautem Laub- und Nadelholz.
- Ein häufiger und weit verbreiteter Braunfäuleerreger an Laubholz mit Farbkern ist der Schwefelporling (Laetiporus sulphureus). Er befällt meist Eichen und Robinien und Obstbäume. Der Wundparasit zersetzt nur das Kernholz, wodurch das Holz entwertet und die Windbruchgefahr erhöht wird. Die jungen Fruchtkörper sind essbar und sollen nach Hühnchen schmecken, weshalb der Pilz im englischen Sprachraum auch „chicken polypore“ (Hähnchenporling) oder „chicken-of-the-woods“ (Hähnchen aus dem Wald) heißt.
- Der Nadelholz-Braunporling (Phaeolus spadiceus) ist ebenfalls ein wichtiger und weit verbreiteter Holzzerstörer. Er befällt hauptsächlich Kiefern, aber auch andere Nadelbäume. Der Pilz wächst über die Wurzel ein und bewirkt eine starke Braunfäule. Besonders im ozeanisch geprägten Westeuropa verursacht der Pilz einen großen, wirtschaftlichen Schaden.[1][18]